# Dom przedpogrzebowy w Łodzi

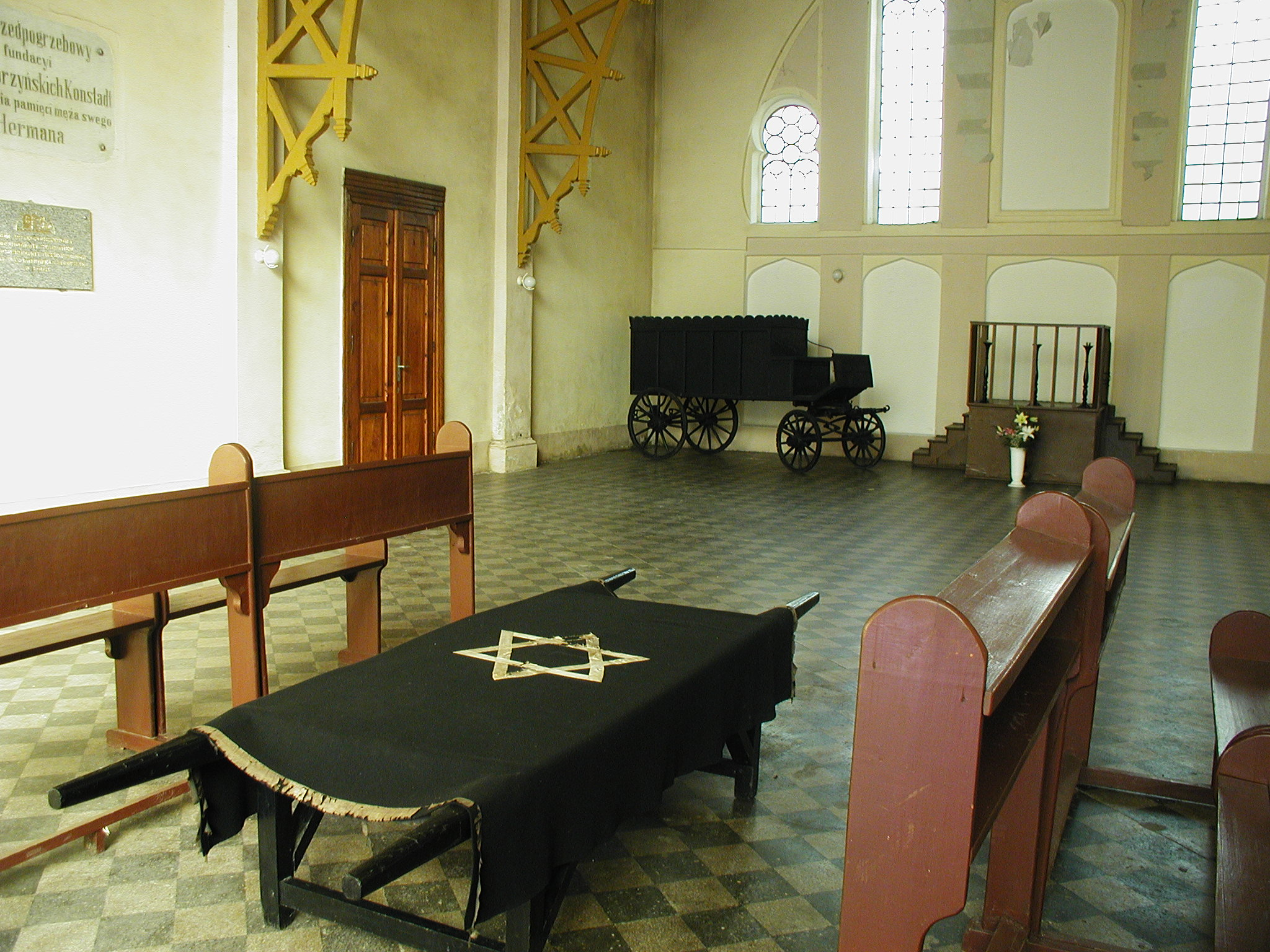
Wnętrze

Dom przedpogrzebowy w Łodzi – budynek domu przedpogrzebowego, który znajduje się we wschodniej części nowego cmentarza żydowskiego w Łodzi. Obecnie jest największym tego typu budynkiem w Polsce oraz jednym z największych na świecie. Budynek jest wpisany do wojewódzkiej ewidencji zabytków pod numerem A/276.
Budynek został zbudowany w 1898 roku z inicjatywy i funduszy Miny Konsztat  – wdowy po Hermanie – która podarowała na ten cel 18 tysięcy rubli. Autorem projektu był architekt Adolf Zeligson. Część męska zajmowała stronę północną domu, a część żeńska – południową .
Podczas II wojny światowej budynek został doszczętnie zdewastowany. Po zakończeniu wojny budynek prowizorycznie zabezpieczono. Przez wiele lat stał opuszczony i popadał w ruinę. W 1987 roku Fundacja Rodziny Nissenbaumów rozpoczęła kapitalny remont domu przedpogrzebowego, który przywrócił mu dawną świetność.
Centralna część budynku spełnia swoją pierwotną funkcję, a boczne pomieszczenia mieszczą galerię zdjęć z cmentarza oraz pomieszczenia gospodarcze . We wnętrzu budynku znajduje się oryginalny XIX-wieczny karawan.